# Centromyrmex bequaerti
Centromyrmex bequaerti é uma espécie de inseto do gênero Centromyrmex, pertencente à família Formicidae.